# Медаль «За участие в глобальной войне с терроризмом»
Медаль «За участие в глобальной войне с терроризмом» (Служебная медаль «За глобальную войну с терроризмом») — награда вооружённых сил США, созданная согласно указу № 13289 от 12 марта 2003 года президента Джорджа Буша-младшего. Вручается за службу в местах проведения военных операций против глобального терроризма.

## История
Министерство обороны США в сентябре 2002 года направило в Институт геральдики армии США запрос о создании проекта медали за участие в глобальной войне с терроризмом. В январе 2003 года проект был завершён, затем утверждён и опубликован как официальный в марте 2003 года.

## Операции
Ниже приведены семь основных операций, за участие в которых выдаётся медаль, и которые признаны министерством обороны США:
| Операция                                | С                     | До                   |
| --------------------------------------- | --------------------- | -------------------- |
| англ. AIRPORT SECURITY OPERATIONS (ASO) | 27 сентября 2001 года | 31 мая 2002 года     |
| англ. NOBLE EAGLE (ONE)                 | 11 сентября 2001 года | настоящее время      |
| англ. ENDURING FREEDOM (OEF)            | 11 сентября 2001 года | настоящее время      |
| англ. IRAQI FREEDOM (OIF)               | 19 марта 2003 года    | 31 август 2010 года  |
| англ. NEW DAWN (OND)                    | 1 сентября 2010 года  | 31 декабря 2011 года |
| INHERENT RESOLVE (OIR)                  | 15 июня 2014 года     | настоящее время      |
| FREEDOM’S SENTINEL (OFS)                | 1 января 2015 года    | настоящее время      |

Эта медаль вручается также береговой охране.

## Статут
Для получения медали за участие в глобальной войне с терроризмом военнослужащий должен исполнять служебный долг в хотя бы одной из назначенных антитеррористических операций в течение 30 дней подряд или 60 непоследовательных дней. Для тех, кто отличился в бою, был убит, или ранен награда может быть вручена без учёта временных рамок.
Изначально медаль за участие в глобальной войне с терроризмом вручалась за операцию «Airport Security Operation», которая проходила между 27 сентября 2001 года и 31 мая 2002 года. Новые же операции, за которые медаль может вручаться, включают активные военные кампании, такие как Несокрушимая свобода, операция Noble Eagle и операции по освобождению Ирака. Будущие операции могут быть предложены командирами армии Соединенных Штатов и после, утверждены министерством обороны США.
С 31 января 2005 года требования к военнослужащим, которые претендуют на медаль, такие:
Военнослужащий должен принимать участие в глобальной войне с терроризмом и участвовать в военных операциях, например: NOBLE EAGLE, LIBERTY SHIELD, NEPTUNE SHIELD, PORT SHIELD, ENDURING FREEDOM, IRAQI FREEDOM в течение 30 дней или отвечать хотя бы одному из следующих критериев:
1. Участвовать в реальных боевых действиях независимо от времени службы.
2. Во время участия в операции, независимо от времени, быть убитым, получить ранение.

## Описание

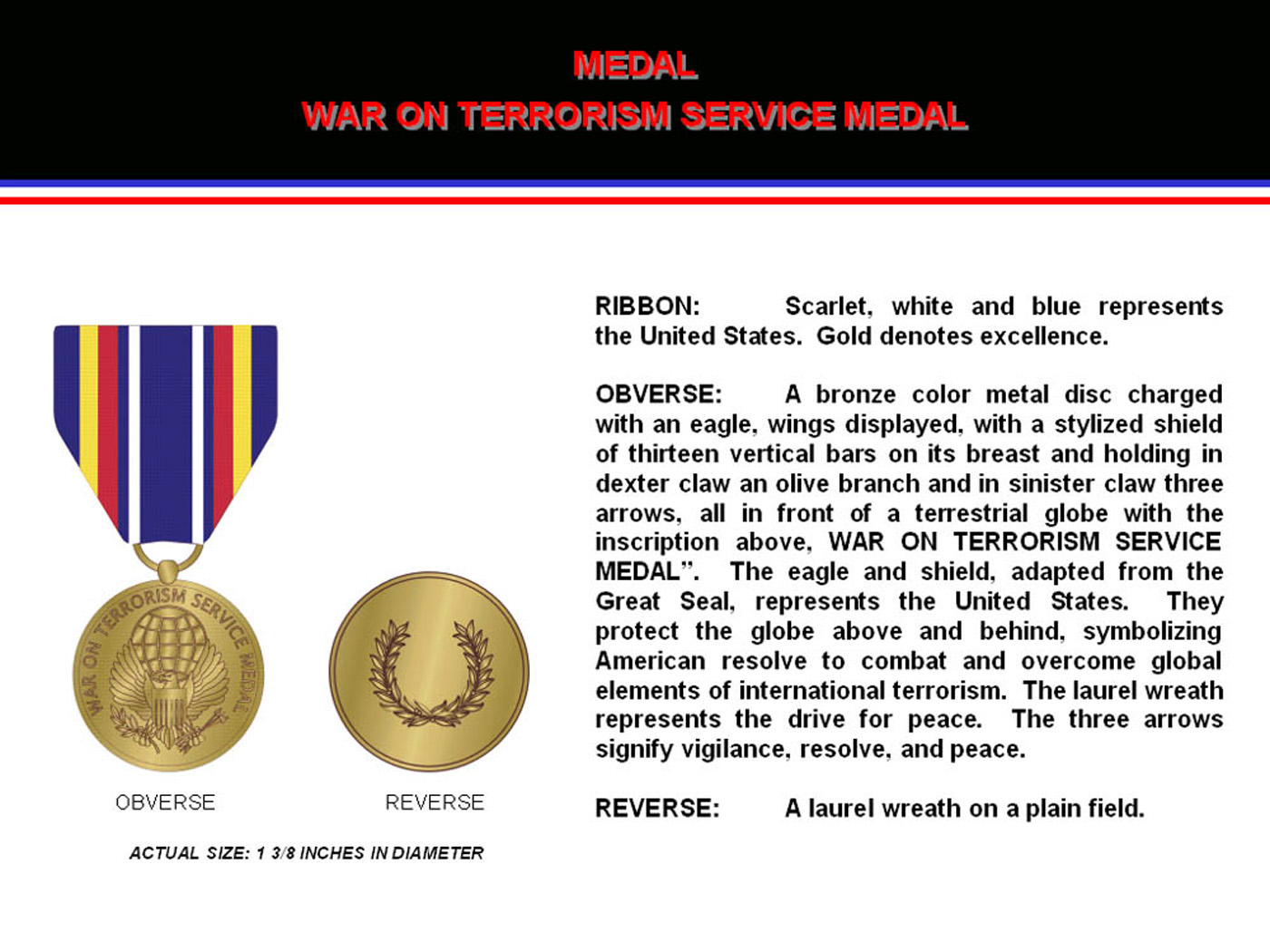
Описание к награде, составленное министерством обороны США

Медаль изготавливается из бронзы и имеет металлический диск в диаметре 1¼ дюйма. На аверсе изображен орел с распростертыми крыльями. На груди орла щит с тринадцатью вертикальными полосами. В правой лапе орла находится оливковая ветвь, а в левой три стрелы. Орел увенчан земным шаром с надписью над ним «WAR ON TERRORISM SERVICE MEDAL». На обороте лавровый венок. Орденская планка с голубой лентой в 1.375 дюйма в ширину и состоит из 11 полос: золотисто-желтых, белых, синих и алых.